# Senegals fotbollsförbund
Senegals fotbollsförbund, officiellt Fédération Sénégalaise de Football, är ett specialidrottsförbund som organiserar fotbollen i Senegal.
Förbundet grundades 1960 och gick med i Caf 1964. De anslöt sig till Fifa år 1964. Senegals fotbollsförbund har sitt huvudkontor i staden Dakar.